# Kasteel Steenburg
Het Kasteel Steenburg (Frans: Château Steenburg) is een kasteel in de gemeente Stene, gelegen aan de Rue du Château nr. 8, in het Franse Noorderdepartement.

## Geschiedenis
Het kasteel werd gebouwd in de 2e helft van de 16e eeuw voor Vigorus de Raepe, heer van Stene en burgemeester van Sint-Winoksbergen. Het wapenschild van deze familie is bij de ingang nog aanwezig. Het kasteel kwam dan aan de familie Vaillant, en in 1667 aan de familie Zylof. Deze was eigenaar tot 1970.
Tijdens de Eerste Wereldoorlog fungeerde het kasteel als residentie voor Charles de Broqueville. Tijdens de Tweede Wereldoorlog was het kasteel in handen van de bezetter, die er een Kommandatur vestigde, bunkers bouwde en een gevangenis inrichtte. Het kasteel werd daarbij geplunderd door de nazi's.
Het woongedeelte werd in 1900 gerestaureerd. In 1901 werd een conciërgewoning toegevoegd. De boerderijgebouwen werden in de loop van de 20e eeuw afgebroken.

## Gebouw
Het betreft een bakstenen waterkasteel, gebouwd in een U-vorm en op de hoekpunten voorzien van vier achtkantige hoektorens. Het kasteel is beschermd en is op 24-06-1983 geklasseerd als monument historique.